# HDC아이서비스
HDC아이서비스(주)는 부동산 관련 토털 서비스를 제공하는 HDC그룹 계열사다. 2013년 1월 1일 대표이사로 김세민 사장이 취임하여 2015년까지 역임하였으며 2016년 1월 1일 김종수 사장이 취임하여 2019년 12월까지 역임하였으며 2019년 12월 23일 이만희 사장이 취임하였다.

## 본점 및 지점 현황
- 본점: 서울특별시 강남구 영동대로106길 5 (삼성동, 아이파크타워2)
- 아이너싱홈지점: 경기도 광주시 퇴촌면 산수로 1289

## 같이 보기
- 아이파크
- IPARK
- HDC현대산업개발
- HDC그룹